# Assata Shakur
Assata Shakur (nacida con el nombre de Joanne Deborah Byron, 16 de julio de 1947) es una activista estadounidense, exmiembro del Partido Pantera Negra, veterana del Ejército Negro de Liberación (BLA) y convicta por asesinato.
Shakur nació en Queens, Nueva York, y creció entre Nueva York y Carolina del Norte. Estudió en el Manhattan Community College y en el City College of New York, donde estuvo involucrada en diversas luchas. En abril de 1967 se casó con Louis Chesimard, un compañero y estudiante-activista. Se divorciaron en diciembre de 1970.
En 1970 se cambió el nombre por el de Assata Shakur y se unió al Ejército de Liberación Negro (Black Liberation Army), una organización político-militar, cuyo objetivo principal era para luchar por la independencia y la autodeterminación de los afroamericanos en los Estados Unidos.
Para 1971 Shakur se unió a la República de Nueva África, una organización formada para crear una nación de mayoría negra e independiente, compuesta por Carolina del Sur, Georgia, Alabama, Misisipi y Luisiana.
El 2 de mayo de 1973, Shakur, que entonces pertenecía al Ejército por la Liberación Negra, fue detenida en la carretera del condado estatal de Nueva Jersey junto a dos compañeros —Zayd Shakur y Sundiata Acoli— por los agentes James Harper y Werner Foerster por conducir un vehículo con una luz trasera rota. Según los registros policíacos, Assata abrió fuego contra los agentes, iniciando un tiroteo en el que fallecieron Zayd Shakur y el agente Foerster, en tanto que Assata Shakur y el otro agente resultaron heridos. Se dice que Assata tomó el arma del policía Foerster estando este herido y le disparó dos veces en la cabeza.
Los tres se subieron al automóvil y huyeron. Ocho millas más adelante, Sundiata salió del mismo con Assata herida en los brazos y el cadáver de Zayd para refugiarse en el bosque, pero fueron capturados al día siguiente tras una persecución.
Durante los dos años y medio posteriores Assata Shakur estuvo en la cárcel mientras se le enjuiciaba simultáneamente por seis causas distintas. Shakur alega que fue golpeada y torturada durante su encarcelamiento en varias prisiones federales y estatales.[cita requerida] Los cargos iban desde secuestro hasta asalto y robo de banco.
Shakur fue encontrada culpable del asesinato de Foerster y su compañero Zayd Shakur. En 1979 se escapó de la prisión de máxima seguridad de Hunterdon County y vivió como fugitiva hasta 1984, cuando se refugió en Cuba, donde le fue otorgado el asilo político. En 1998, el congreso de Estados Unidos solicitó, de manera unánime, a Cuba la extradición de Joanne Chesimard. Muchos congresistas negros explicaron después que estaban contra la extradición, pero que no reconocieron el nombre cuando fue propuesta la resolución. [cita requerida]
El National Conference of Black Lawyers y Mos Def están entre las organizaciones profesionales y artistas comprometidos políticamente que apoyan a Shakur. También hay movimientos anarquistas, socialistas y de izquierda que la apoyan, y por las universidades estadounidenses se pueden ver playeras en las que se lee "Hands Off Assata" (manos fuera de Assata).
Tras haberse mudado a Cuba escribió Assata: An Autobiography en 1987. Fue traducido como Una Autobiografía en 2013.
El 2 de mayo de 2005 su nombre fue agregado a la Lista de Terroristas del FBI, con una recompensa de un millón de dólares por ayudar en su captura. 
El 2 de mayo de 2013, el FBI la añadió a la lista de terroristas más buscados y aumentó la recompensa por su captura a 2 millones de dólares.
Assata tiene una hija, Kakuya Shakur, y fue la madrina del rapero Tupac Shakur.